# David Allyn
David Allyn lub David Allen, właśc. Albert DeLella (ur. 19 lipca 1923 w Hartford, zm 21 listopada 2012 w West Haven) – amerykański wokalista jazzowy, pochodzenia włoskiego.

## Życiorys
Urodził się we włoskiej rodzinie związanej z muzyką. Jego ojciec był waltornistą, matka zaś jako dziecko pobierała lekcje śpiewu w Neapolu. Miał kilkoro rodzeństwa. Dorastał w okresie wielkiego kryzysu. Już jako dziecko musiał zarabiać na utrzymanie.
Zaczął występować jako Dave Allen, chodząc jeszcze do szkoły średniej. Śpiewał we wszystkich rozgłośniach radiowych w rodzinnym Hartford i sąsiednim New Britain. Jego idolem był wówczas Bing Crosby. Pierwszym znaczącym krokiem w karierze zawodowej była praca w big-bandzie puzonisty Jacka Teagardena na początku lat 40..
Wraz z przystąpieniem Stanów Zjednoczonych do II wojny światowej w 1941 został powołany do U.S Army. W szeregach słynnej Wielkiej Czerwonej Jedynki (1. Dywizji Piechoty) walczył na froncie w Afryce północnej. W 1943 został ranny w bitwie pod El Guettar w Tunezji, po czym odesłano go do kraju na rekonwalescencję. Za odniesione rany otrzymał Medal Purpurowego Serca.
Po powrocie do zdrowia i zwolnieniu z wojska w 1945 przez niedługi czas występował w orkiestrach Van Alexandra i Henry’ego Jerome’a. Następnie podjął pracę w big-bandzie Boyda Rayburna, w której śpiewał przez kilka lat. Interpretował utwory w nowoczesnych aranżacjach George’a Handy’ego, co ugruntowało jego renomę jako wokalisty. W tym czasie także uzależnił się od narkotyków. W końcu tego dziesięciolecia zaczął nagrywać pod własnym nazwiskiem. Towarzyszyli mu m.in. pianista Ike Carpenter i saksofonista Lucky Thompson. W 1955 za fałszowanie recept został skazany na dwadzieścia trzy miesiące pozbawienia wolności. W więzieniu udało mu się zwyciężyć nałóg, który nękał go dziewięć lat. Po wyjściu na wolność zaczął odbudowywać karierę. Przeniósł się na Zachodnie Wybrzeże. Współpracował z big-bandami Stana Kentona i Counta Basiego. Nagrał szereg dobrze przyjętych albumów, zaaranżowanych przez Johnny’ego Mandela, Billa Holmana i Boba Florence’a. Występował również w programach telewizyjnych znanych prezenterów, takich jak Johnny Carson, Merv Griffin i Mike Douglas. W latach 60. i 70. oprócz muzyki podjął pracę z osobami uzależnionymi od narkotyków w ramach programu rehabilitacyjnego. Ponadto w latach 70. zdecydował się na zmianę nazwiska poprzez wymianę samogłoski „e” na „y”. Zrobił to, ponieważ uznał, iż zbyt wielu znanych ludzi nazywa się „David Allen”. Nadal występował i nagrywał, ale nigdy nie odzyskał dawnej pozycji w środowisku jazzowym, tracąc również słuchaczy. W 2010 wycofał się z działalności muzycznej i przeszedł na emeryturę.
Zmarł w VA Medical Center (szpitalu dla weteranów} w West Haven. Miał 89 lat.

### Małżeństwo i dzieci
Był żonaty. Miał syna – Stephena i córkę – Darby Marie.

## Wybrana dyskografia
- 1958
  - Let’s Face the Music and Dance – David Allen with the Bill Holman Orchestra (World Pacific Records)
  - A Sure Thing - David Allen Sings Jerome Kern (World Pacific Records)
- 1959 I Only Have Eyes For You – David Allen (Warner Bros.)
- 1964 This Is My Lucky Day – David Allen (Everest)
- 1975 David Allyn – Don’t Look Back (Xanadu Records)
- 2013 David Allyn – Where You At? ~ ’41-’63 (Hep Records)

Zestawienie wg dat wydania płyt

## Autobiografia
W 2005 ukazała się wydana pośmiertnie nakładem AuthorHouse jego książka pt. There Ain't No Such Word As Can't – An Authobiography (ISBN 978-1420817102).

## Uwaga
1. ↑  Niektóre źródła podają, że urodził się w 1919[3].